# Carlos Arturo Arias Vicuña
Carlos Arturo Arias Vicuña (Santiago de Chile, 1964), también conocido como Carlos Arias es un artista chileno radicado en México desde 1988. Formado en Artes Plásticas y dedicado a la pintura, en 1994, influenciado por su pareja, la artista Mónica Castillo, decide dejar la pintura para dedicarse al bordado al percibir esta actividad como una opción de reflexión conceptual de la labor manual.

## Biografía
Viviendo durante su infancia la dictadura militar de Augusto Pinochet en Chile, la familia de Carlos decide emigrar a México en 1975. Sin embargo, en 1983 regresa a su país natal para estudiar la licenciatura en Artes Plásticas en la Universidad de Chile, en la capital, Santiago. En 1988 regresa a México para estudiar la Maestría en Artes Visuales, en la Escuela Nacional de Artes Plásticas de la UNAM
Siendo muy joven, empezó a realizar exposiciones individuales y también colectivas en América y Europa. En 1994 decide dejar la pintura para dedicarse al bordado. Esto comenzó en 1991 cuando se le ocurrió poner encima de un rígido paisaje al óleo de la cordillera andina chilena, un bordado de dos niños pescando que había hecho para una almohada, con estampado totalmente kitsch, el cual tituló: Chile, un país para conocer, 1991, haciendo referencia a la posdictadura chilena que había sido inaugurada. Otras de sus obras también hicieron referencia al rastro de violencia que había quedado en Chile debido al régimen de Pinochet, así como a la represión militar y al autoritarismo. Mostraba la crudeza del momento histórico, poniendo cabezas de muñecos encerradas en frascos, muñecos desnudos en una formación, o un paisaje y al lado la paleta de las razas chilenas. Otra característica de sus obras era añadir objetos extra pictóricos a sus lienzos, como panes o velas. Sin embargo, Carlos se daría cuenta de que el bordado le representaba una fuga de su técnica pictórica y le permitía un espacio para la reflexión.
En 1998 se integra como profesor en la escuela de artes plásticas de la Universidad de las Américas Puebla

## Bordado
La artista Mónica Castillo, quien fue pareja sentimental de Carlos, utilizó primero el bordado para reemplazar las cabezas de dos amantes por las de Minnie y Mickey Mouse; después haría otras obras utilizando hilos y estambres, pero nunca volvió a hacer bordados. Sin embargo, al ver bordar a Mónica se despertó en Carlos el interés por esta técnica, que además le había sido negada al no ser considerada como una actividad masculina. Mónica Castillo cuenta cómo animaba a Carlos a bordar para detener la sobreproducción de pinturas:
Yo le insistí mucho que bordara, por una cuestión económica. Pues cuando pintaba, se tomaba un café y un cigarro al despertar, y no dejaba de pintar hasta la una o dos de la mañana. Una vez entre chiste y discusión le dije: “¡Ponte a bordar, porque si no, nos vas a quebrar!”. Porque al bordar al menos avanzaba cuatro milímetros cuadrados por día, en vez de despacharse un cuadro al óleo de dos por un metro por día, que luego acababa en la basura. 
La pintura de aguja es un término que se utiliza desde el siglo V para describir la técnica artística que imita la apariencia de las pinturas a través de los matices que se logran con la posición de los hilos en la tela. Carlos tomó el bordado abiertamente, por lo que consiguió una variedad de direcciones y posibilidades de exploración y producción, con ello puso a prueba la naturaleza de lo pictórico. En sus obras más sencillas empezó utilizando patrones de bordado como guía y los alteraba poniendo encima su diseño. Insertaba facciones a su rostro, o se daba el lujo de llenar con escritura la superficie de un bordado, también se rebelaba contra las convenciones sociales y los límites de la representación. Arias empezó a intercalar las técnicas de bordado normalmente conocidas, jugando con otros materiales y superficies. 

Respecto al bordado, el propio artista dice:
Como proceso nuevo en mi trabajo como pintor, resultó una diáspora de ideas entrelazadas; por un lado la técnica marginada de las bellas artes, por otro lado una coincidencia de esta marginalidad en un mundo masculinizante, donde esta labor es tradicionalmente ejercida por mujeres. También sus usos decorativos le infunden al bordado ese aire de conocido, de cierto carácter básico y nostálgico; así, tenía mi haber como premisas un grupo amplio de contradicciones: decidí ir desenmarañando este nudo a partir de la labor diaria que da la práctica misma. 
La manera en que el bordado reproduce las texturas en la superficie, dio a Carlos una variedad de parecidos con la piel, los vestidos, el maquillaje, que a diferencia de la pintura, no se añade únicamente a la superficie, sino que el hilo penetra la estructura de la tela, haciendo una clara intervención en la estructura de esta. Debido a esta intervención, el artista descubre en el bordado un medio propicio para una extensa variedad de posibilidades conceptuales, como representar las diferencias entre tres tipos de máquinas bordadoras, en su obra: Oficios. También utilizó los muestrarios de hilos y puntadas para crear varias obras, bordó una gráfica que representa la relación entre trabajo-tiempo para la actividad de bordar. Convirtió el zurcido invisible en una contradicción, bordando la tela para luego hacer parecer que no se realizó esa acción, haciendo pasar al hilo como tela.
Arias tomó el bordado, no solamente como un cambio de actividad artística, sino que adoptó esta práctica con un propósito totalmente crítico, porque la modernidad y las convenciones sociales han etiquetado el bordado como un arte menor, debido a la marginación que este recibió por ser una actividad femenina desde el renacimiento. El bordado no se consideró más como uno oficio profesional de poder en el medievo, sino que ahora serviría para hacinar a las mujeres de clase alta y media al terreno de los trabajos domésticos. Se volvió una manera de reclusión y subordinación, siendo concebido como una actividad enteramente ociosa y laboriosa. Arias vio en esto un terreno fértil para la reivindicación del bordado.
Abierto a todas las posibilidades que el bordado le ofrecía, en 2001 experimentó dando a los hilos un potencial escultórico, en el que pueda dar volúmenes o bien representar sensaciones táctiles. El hilo proporciona también una variedad de estructuras que crecen verticalmente o de forma horizontal, líneas y formas que sucumben a la ley de gravedad, figuras geométricas tridimensionales, relieves y pompones que evocan figuras orgánicas. Esta cuestión escultórica, surgió de improviso al tratar de hacer un círculo, los pliegues se proyectaron hacia afuera. Este fenómeno, fue rápidamente explorado y explotado por Arias, en sus obras puso especial atención en transmitir las texturas e incluso invitaba al público a tocar las piezas llenas de diferentes fibras. Con esta característica de tridimensionalidad y la similitud que algunas fibras tienen con la piel y tejidos humanos, Carlos realizó esculturas de penetraciones creando pliegues con los hilos, como es el caso de su obra Cunnilingus.
En 2004 Arias tuvo un breve retorno a la pintura, pero en 2011 regresa a los bordados haciendo obras a partir de replicar fotografías de su familia, incluyendo en su trabajo todos los conflictos que se generan en cada historia personal.
Carlos Arias ha documentado con el bordado parte de su biografía y sus recuerdos familiares, sus cambios en la orientación sexual, la memoria del abandono de su país, Chile, su exilio en México, sus ideas y deseos como artista. Estos murales son producto del trabajo de décadas, proponiendo una relación entre el arte y la vida.

## Exposiciones
| El hilo de la vida Bordados 1994-2015 (individual)\| Curador: Cuauhtémoc Medina \| Lugar: Museo Universitario del Chopo, Ciudad de México, México \| Fecha: 2016-01-30. El hilo de la vida Bordados 1994-2015 (individual) \| Museo de los pintores oaxaqueños, Oaxaca, México \| Fecha:2015-12-11 El hilo de la vida Bordados 1994-2015 (individual) \| Capilla del Arte UDLAP, Puebla. México \| Fecha:2015-05-27 El hombre al desnudo. Dimensión de la masculinidad a partir de 1800 (colectiva)\| Museo Nacional de Arte (Munal), Ciudad de México, México \| Fecha:2014-03-06 Yo soy los Otros. Autorretratos en lo común (colectiva) \| Museo Textil de Oaxaca, México \| Fecha:2014-01-31 Arte Sano entre artistas 2.0 (colectiva) \| Centro de las Artes de San Agustín, Oaxaca, México y Museo de Linares \| Fecha:2013-10-26 Confetti make up (colectiva) \| Museo del Chopo, Ciudad de México, México \| Fecha:2013-06-28 Intersección Cuatro (colectiva) Capilla del Arte, Puebla, México \| Fecha:2013-02-07 |
| |

## Colecciones
La obra de Carlos Arias es parte de diversas colecciones públicas como:
- Museum Beelden aan Zee. Den Haag-Scheveningen, Países Bajos.
- Central Museum of Textiles. Lodz, Polonia.
- San Diego Museum of Art. San Diego, EUA.
- Centre d´Art Plastique. Villefranche sur Saone, Francia.
- Museo Universitario de Arte Contemporáneo (MUAC). Ciudad de México, México.
- Secretaría de Relaciones Exteriores. Ciudad de México, México.
- Colección de Arte UDLAP, San Andrés Cholula, México.
- Colección Televisa. Ciudad de México.